# Amanda MacKay
Pour les articles homonymes, voir MacKay.
Amanda MacKay est une actrice et productrice canadienne née un 12 janvier[Quand ?] à Truro, Nouvelle-Écosse (Canada).

## Filmographie

### comme actrice
- 2001 : D.I.P. 2 (vidéo) : D.I.P. Crew
- 2001 : MTV Select (série télévisée) : Host (Seasons 4-9)
- 2003 : Liquid Courage (vidéo)
- 2003 : D.I.P. 3 (vidéo)
- 2003 : MTV World Chart Express (série télévisée) : Host
- 2004 : Liquid Courage 2 (vidéo)
- 2002 : Pulse (série télévisée) : Co-anchor (2004-)

### comme productrice
- 2003 : MTV World Chart Express (série télévisée)
- 2002 : Pulse (série télévisée)